# Бирназаров, Темир
Темир Бирназаров  (род. 22 августа 1965, Нарын) — киргизский кинорежиссёр, сценарист и продюсер. Заслуженный деятель культуры Кыргызской Республики (2016).

## Биография
Темир Бирназаров родился 22 августа 1965 года в городе Нарын. Воспитывался и жил у дедушки с бабушкой, которые оказали огромное влияние на выбор профессии.
Начал обучение в школе города Нарына, после смерти дедушки вернулся к родителям в село, а после был переведен в одну из школ города Фрунзе, где и выучил русский язык. Во Фрунзе посещал также спортивную школу, занимался боксом. После окончания школы в 1983 году поступил на службу в Советскую Армию, служил в Сибири.
После возвращения из армии в 1985 году Темир Бирназаров пытался поступать во ВГИК, но опоздал к набору. Так же в 1985 году начал свою трудовую деятельность помощником оператора на Ростовской студии кинохроники под руководством Игоря Андреевича Колесниченко. Поступал в Киевский театральный институт на режиссёра театра, телевидения и кино, но не был принят. С 1987 по 1988 год работал в Нарынском областном музыкально-драматическом театре. В 1988 году поступил в Алматинский государственный театрально-художественный институт им. Т. Жургенова, на режиссёрский факультет.
Окончив обучение в 1993 году, Темир Бирназаров начинает свою трудовую деятельность на Национальной Киностудии «Киргизфильм». В 2001 году основал Кинокомпанию «Тазар», а в 2006 году совместно с известным общественным деятелем Садыком Шер-Ниязом основал Киностудию «Айтыш фильм». С 2010 на базе Кинокомпании «Тазар» Темир Бирназаров проводит режиссёрские курсы.

## Фильмография

### Документальные фильмы
- 1996 — «Чертов мост» (10 мин)
- 1998 — «Жайык» (20 мин)
- 2002 — «Серьги» (25 мин)
- 2003 — «Ордо» (10 мин)
- 2004 — «Солнце обратно вернется» (25 мин)

### Игровые фильмы
- 1993 «Не плачь носорог!» (30 мин)
- 2007 «Парз» (Долг сына) (23 мин)
- 2008 «Неизвестный маршрут» (100 мин)
- 2012 «Начнем все сначала!»
- 2013 «Кумар»[2][3] («Страсть», «Affection»)
- 2017 «Ночная авария»

## Награды
- Медаль «Данк» (1 ноября 2024)[4]
- Заслуженный деятель культуры Кыргызской Республики (30 августа 2016)[5]
- Почётная грамота Кыргызской Республики (29 августа 2011)[5]

### «Не плачь носорог!»
- Приз «FIPRESSY» МКФ Клермон Ферранд, Франция
- Диплом в МКФ Вила Де Кондэ, Португалия
- Специальный приз Молодежи, МКФ Клермон Ферранд, Франция
- Серебряная амфора МКФ, МКФ Монтекатини, Италия

### «Парз»
- Приз за лучший Азиатский фильм, МКФ города Тегеран, 2008
- Специальный приз, МКФ Евразия, Астана, 2008
- Специальный приз МКФ города Наосса, 2008

### «Неизвестный маршрут»
- Специальный приз МКФ Евразия, Астана, 2008
- Гран при МКФ Дидор города Душанбе, 2008
- Лучший дебют, Иссык Кульский ФФ стран ШОС, 2008
- Лучший фильм года, Министерство Культуры Кыргызстана
- Номинант на приз «Ника», как лучший Иностранный Фильм

### «Кумар»
- Спецприз «За смелость гражданской и эстетической позиции в кино», МКФ «Киношок», РФ города Анапа[6]
- Номинировался на Российскую Национальную кинематографическую премию «Ника»
- Номинировался на Кыргызстанскую Национальную кинематографическую премию «Ак илбирс», КР города Бишкек
- Приз за лучшую мужскую роль[7]
- Приз за лучшую женскую роль[7]
- Приз «Лучший звукорежиссер»[7]

### «Чертов мост»
- Специальный приз в МКФ Ямагата-97, Япония
- «Изысканность» приз в МКФ Клермон Ферранд, Франция
- Специальный приз МКФ Монтекатини, Италия

### «Жайык»
- Первый приз фестиваля «Курак» Фонд Сороса Кыргызстан

### «Серьги»
- Приз за лучшую работу по теме «Отношение человека и окружающей среды»